# São Valentim (Rio Grande do Sul)
Pour les articles homonymes, voir São Valentim.
São Valentim est une municipalité du Rio Grande do Sul, au Brésil.

## Personnalités liées
- Celso Pansera (né en 1963), homme politique brésilien